# Adolf Frey-Moock
Adolf Frey-Moock (* 11. August 1881 in Jona im Kanton St. Gallen; † 25. Juni 1954 in Steinebrunn oder Affeltrangen im Kanton Thurgau) war ein Schweizer Maler, der auch in München tätig war.
Adolf Frey-Moock entstammte einer Landwirtsfamilie. Nach der Ausbildung in religiöser Freskomalerei studierte er ab dem 30. Oktober 1904 an der Akademie der Bildenden Künste München bei Karl Raupp und Wilhelm von Diez und wurde 1909 Assistent von Franz von Stuck in dessen Atelier.
In Frey-Moocks Werken ist Einfluss von Franz von Stuck und Arnold Böcklin bemerkbar. Seine Bilder zeigte er in den Ausstellungen des Münchener Künstlerbundes Die Unabhängigen. In den 1930er Jahren lebte Frey-Moock in Nördlingen, dann wieder in München, und schliesslich kehrte er in die Schweiz zurück.

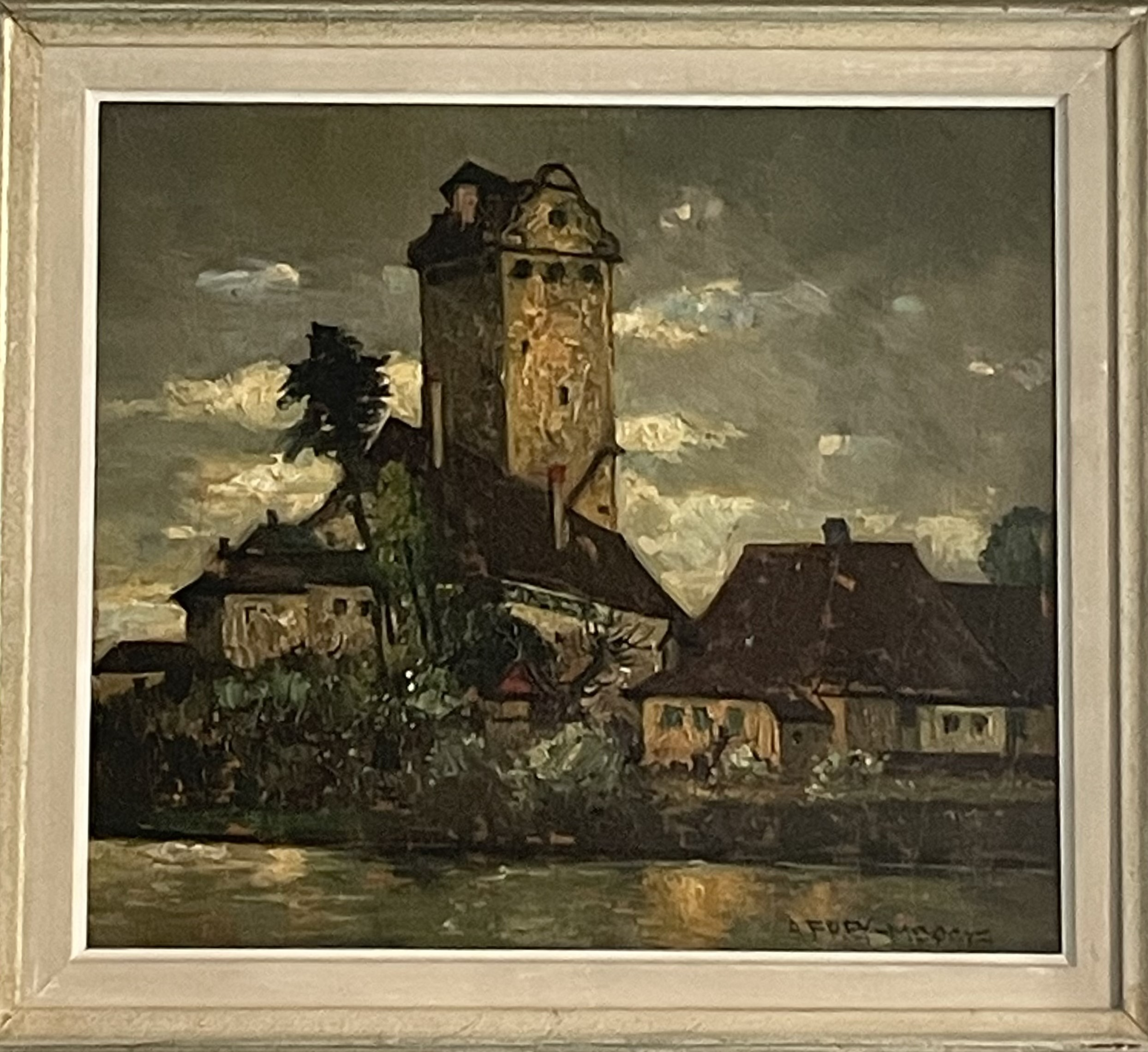
Adolf Frey-Moocks Gemälde des mittelalterlichen Turms in Nördlingen